# Mary Boddington
Mary Teresa Comerford, coniugata Boddington, nota come Mary Boddington o Mrs.  Boddington (Cork, 1776 – 1840), è stata una scrittrice e viaggiatrice irlandese naturalizzata inglese, autrice di opere di letteratura di viaggio, narrativa e poesia.

## Biografia
Figlia di un commerciante di vini, Patrick Comerford, e di Anne, sorella di William Gleadowe-Newcomen, Mary lasciò nel 1803 la sua città natale, Cork, per trasferirsi a Londra. Nel 1805 sposò Thomas Boddington, commerciante nelle Indie occidentali. Dal marito ebbe tre figli: Mary Theresa, Thomas e Harriet.
Dopo il 1815 fece un Grand Tour in Europa, di cui scrisse un resoconto nel libro di viaggio Slight reminiscences (1834), sua prima opera letteraria, seguita da una raccolta di racconti, The gossip's week (1836), da un secondo libro di viaggio, Sketches in the Pyrenees (1837), e infine da una raccolta di poemi, intitolata semplicemente Poems (1839); opere tutte pubblicate con la casa editrice Longman.

## Opere
- Slight reminiscences of the Rhine, Switzerland, and a corner of Italy, vol. 1, London, 1834.
- Slight reminiscences of the Rhine, Switzerland, and a corner of Italy, vol. 2, London, 1834.
- The gossip's week, vol. 1, London, 1836.
- The gossip's week, vol. 2, London, 1836.
- Janet Hamilton, and other tales, vol. 1, Philadelphia, 1837.
- Janet Hamilton, and other tales, vol. 2, Philadelphia, 1837.
- Sketches in the Pyrenees; with some remarks on Languedoc, Provence and the Cornice, vol. 1, London, 1837.
- Sketches in the Pyrenees; with some remarks on Languedoc, Provence and the Cornice, vol. 2, London, 1837.
- Poems, London, 1839.